# Iuliu Maniu
Iuliu Maniu (8. januar 1873 – 5. februar 1953) var en rumænsk politiker. Han var flere gange statsminister i 1928-33.

## Liv
Iuliu Maniu blev født i Transsylvanien, dengang en del af Ungarn. Han var uddannet som sagfører. Den rumænske Maniu meldte sig ind i den Rumænske Nationalparti, der var i opposition til ungarsk undertrykkelse, og blev senere en af partiets ledere. Maniu blev en rådgiver til kronprinsen Franz Ferdinand, der håbede at reformere Østrig-Ungarns mindretalspolitik. Efter kronprinsens mord begyndte Maniu at arbejde mod Transsylvaniens forening med Rumænien.
Efter 1. verdenskrig forenede Nationalpartiet sig med Ion Mihalaches Bondeparti. Maniu var tre gange statsminister, i 1928-30, 1930, og 1932-33. I 1947 blev han arresteret af den kommunistiske regering og han døde i Sighet fængsel i 1953.
- Wikimedia Commons har flere filer relateret til Iuliu Maniu